# Georg Christian von Puttkamer
Georg Christian von Puttkamer, auch George Christian von Puttkammer (* 23. Januar 1716 in Grünwalde, Rummelsburger Kreis; † 1. Februar 1789) war ein preußischer Landrat. Er stand nacheinander dem Rummelsburger Kreis und dem Flemmingschen Kreis in Hinterpommern vor.

## Leben

### Herkunft
Er war ein Angehöriger des pommerschen Adelsgeschlechts Puttkamer. Sein Vater Caspar Friedrich von Puttkamer (* um 1680; † 1729) war Erbherr auf Grünwalde, Ponickel und Saaben und kaiserlich-russischer Hauptmann („Capitain“); seine Mutter Ursula Anna (* 1690; † 1758) war eine geborene von Wobeser.

### Werdegang
Georg Christian von Puttkamer studierte ab 1734 an der Universität Königsberg. Im Jahre 1738 wurde er dem Landrat des Rummelsburger Kreises, Joachim Rüdiger von Massow, als Adjunkt beigegeben. Nach dessen Tod wurde er im Jahre 1756 neuer Landrat des Rummelsburger Kreises. Die väterlichen Güter Grünwalde, Ponickel und Saben besaß er, seit er sie 1750 einlösen konnte. Im Jahre 1765 nahm er seinen Abschied als Landrat des Rummelsburger Kreises. Im Amt folgte ihm Balthasar Ludwig von Wobeser.
Georg Christian von Puttkamer hatte bereits 1740 die Güter Fritzow und Raddack im Flemmingschen Kreis geerbt. Er zog hierher und wurde noch 1765 zum Landrat des Flemmingschen Kreises gewählt. Neben seiner Tätigkeit als Landrat des Flemmingschen Kreises war er ab Mitte 1772 vorübergehend Mitglied der westpreußischen Klassifikationskommission. Im Jahre 1777 wurde ihm das Amt des Präsidenten der Kriegs- und Domänenkammer Kleve angeboten, das er aber ablehnte. Im Jahre 1784 erwarb er noch das Gut Tribsow B im Greifenbergischen Kreis auf 20 Jahre, verkaufte es aber bereits 1788 weiter. Landrat des Flemmingschen Kreises war er bis zu seinem Tode 1789; im Amt folgte ihm Lorenz Friedrich von Puttkamer.

### Ehe und Nachkommen
Georg Christian von Puttkamer war in erster Ehe mit Barbara Dorothea, einer geborenen von Massow, verheiratet. Nach ihrem Tode heiratete er Clara Albertine, geborene von Puttkamer († 1808). Sein Sohn Jacob Ewald von Puttkamer (* 1740; † 1772) wurde Tribunalsrat und Landrat in Lauenburg, starb aber noch vor dem Vater. Der Enkel Friedrich Albert Theodor von Puttkamer erbte 1789 die Güter Grünwalde, Ponickel und Saben im Rummelsburger Kreis sowie Fritzow und Raddack im Flemmingschen Kreis und verkaufte sie 1801 an den Ritterschaftsrat Carl Friedrich von Heyden.